# Lophosia scutellata
Lophosia scutellata är en tvåvingeart som beskrevs av Sun 1996. Lophosia scutellata ingår i släktet Lophosia och familjen parasitflugor.
Artens utbredningsområde är Sichuan (Kina). Inga underarter finns listade i Catalogue of Life.